# Rafael Souza da Silva
Rafael Souza da Silva (Rio de Janeiro, 22 de julho de 1996) é um atleta brasileiro de bobsleigh. Ele competiu nos Jogos Olímpicos de Inverno de 2018, como integrante da equipe brasileira da modalidade Four-man de bobsleigh, onde ficou na vigésima terceira posição (com Édson Bindilatti, Edson Martins e Odirlei Pessoni).